# Astragalus eriostomus
Astragalus eriostomus är en ärtväxtart som beskrevs av Joseph Friedrich Nicolaus Bornmüller. Astragalus eriostomus ingår i släktet vedlar, och familjen ärtväxter. Inga underarter finns listade i Catalogue of Life.